# Venatrix speciosa
Venatrix speciosa är en spindelart som först beskrevs av Ludwig Carl Christian Koch 1877.  Venatrix speciosa ingår i släktet Venatrix och familjen vargspindlar. Inga underarter finns listade i Catalogue of Life.